# Ingerophrynus
Ingerophrynus is een geslacht van kikkers uit de familie padden (Bufonidae). De groep werd voor het eerst in 2006 wetenschappelijk beschreven door een groep van biologen bestaande uit Darrel Richmond Frost, Taran Grant, Julián Faivovich, Raoul Harley Bain, Alexander Haas, Célio Fernando Baptista Haddad, Rafael Omar de Sá, Alan Channing, Mark Wilkinson, Stephen Charles Donnellan, Christopher John Raxworthy, Jonathan Atwood Campbell, Boris L. Blotto, Paul Edmunds Moler, Robert Clifton Drewes, Ronald Archie Nussbaum, John Douglas Lynch, David M. Green en Ward C. Wheeler.
Er zijn twaalf soorten, inclusief de pas in 2009 beschreven soort Ingerophrynus ledongensis. Alle soorten leven in Azië en komen voor in de landen Borneo, China, Java, Maleisië, Celebes en Thailand.

## Soorten
Geslacht Ingerophrynus
- Soort Ingerophrynus biporcatus
- Soort Ingerophrynus celebensis
- Soort Ingerophrynus claviger
- Soort Ingerophrynus divergens
- Soort Ingerophrynus galeatus
- Soort Ingerophrynus gollum
- Soort Ingerophrynus kumquat
- Soort Ingerophrynus ledongensis
- Soort Ingerophrynus macrotis
- Soort Ingerophrynus parvus
- Soort Ingerophrynus philippinicus
- Soort Ingerophrynus quadriporcatus

Adenomus · 
Altiphrynoides · 
Amazophrynella · 
Anaxyrus · 
Ansonia · 
Atelopus · 
Barbarophryne · 
Blythophryne · 
Bufo · 
Bufoides · 
Bufotes · 
Capensibufo · 
Churamiti · 
Dendrophryniscus · 
Didynamipus · 
Duttaphrynus · 
Epidalea · 
Frostius · 
Ghatophryne · 
Incilius · 
Ingerophrynus · 
Laurentophryne · 
Leptophryne · 
Melanophryniscus · 
Mertensophryne · 
Metaphryniscus · 
Nannophryne · 
Nectophryne · 
Nectophrynoides · 
Nimbaphrynoides · 
Oreophrynella · 
Osornophryne · 
Parapelophryne · 
Pedostibes · 
Pelophryne · 
Peltophryne · 
Phrynoidis · 
Poyntonophrynus · 
Pseudobufo · 
Rentapia · 
Rhaebo · 
Rhinella · 
Sabahphrynus · 
Schismaderma · 
Sclerophrys · 
Strauchbufo · 
Truebella · 
Vandijkophrynus · 
Werneria · 
Wolterstorffina · 
Xanthophryne